# Батлер, Сэмюэл
Сэ́мюэл Ба́тлер (англ. Samuel Butler, 4 декабря 1835, Лангар, Ноттингемшир — 18 июня 1902, Лондон) — английский писатель и переводчик, художник, один из классиков викторианской литературы.

## Биография
Сын и внук священников. Окончил Кембриджский университет в 1858 году. Увлёкся музыкой и рисованием. Порвав с отцом, в 1859—1864 годах жил в Новой Зеландии, разводил овец. Стал горячим приверженцем дарвинизма, свои взгляды изложил в исследовании Life and Habit (1877). Вернувшись в Англию, занялся литературой и живописью, жил отшельником. Путешествовал по Италии и Сицилии. Выставлял картины в Королевской Академии, писал об итальянском искусстве. Ни литературного, ни художнического успеха не имел, хотя его прозу высоко ценили Форстер и Шоу, а позднее Джойс, Лоренс, Олдос Хаксли, Моэм, Джордж Оруэлл.

## Творчество

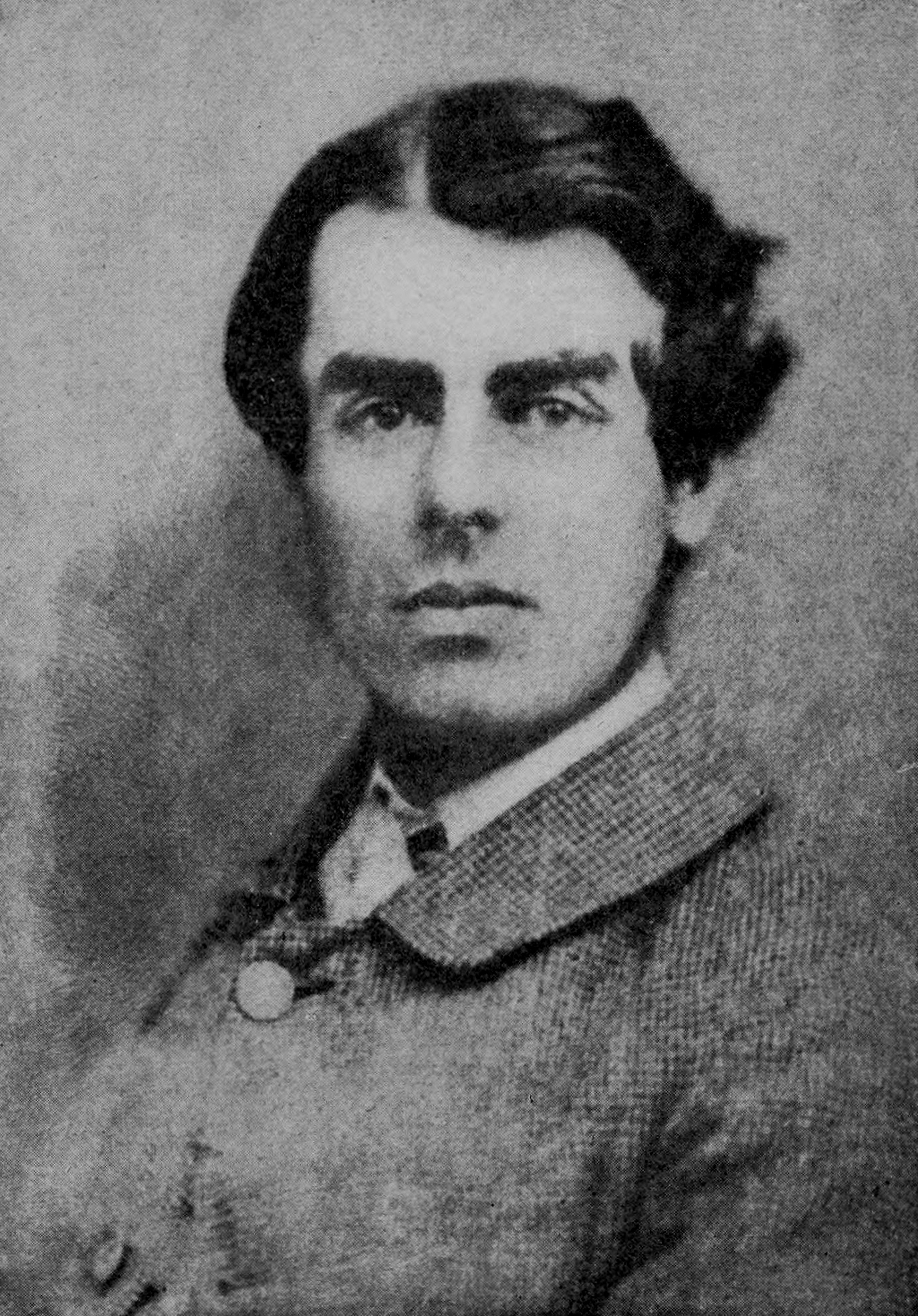
Батлер, 1858

Автор утопических романов «Едгин» (1872, без имени автора; название — анаграмма слова нигде) и «Возвращение в Едгин» (1901), представляющих критическую пародию на общество Викторианской эпохи. Перевёл поэмы Гомера, выступал по гомеровскому и шекспировскому вопросу; в частности, он выдвинул гипотезу, что автором «Одиссеи» могла быть женщина (затем её развил Роберт Грейвс).
Перу Батлера принадлежит чрезвычайно откровенный автобиографический роман «Путь всякой плоти» (The Way of All Flesh), который был завершён автором в 1880-х годах, но по воле автора не был опубликован при его жизни и вышел в свет лишь в 1903 году. Изданы также шесть томов его записных книжек, переписка. Ф. С. Фицджеральд по образцу его «Записных книжек» создал свои, а на обороте титульного листа этой книги Батлера рукою Фицджеральда сделана следующая запись: «Самый интересный человеческий документ из всех имеющихся».

## Публикации на русском языке
- Жизненный путь / редактор Н. Рыкова. — Ленинград, 1938. — 496 с. — 10 300; экз.
- Путём всея плоти = The Way of All Flesh. — М.: Критерион, 2004. — 368 с. — (Мансарда). — 1000 экз. — ISBN 5-901337-14-X.
- Сочинительница «Одиссеи» = The Authoress of the Odyssey / Переводчик Наталия Кулакова. — М.: Критерион, 2009. — 244 с. — (Мансарда). — ISBN 978-5-901337-17-2.
- Из записных книжек // Факт или вымысел? Антология / Составитель Александр Ливергант. — М.: Б. С. Г.-Пресс, 2008. — С. 511—541. — 1128 с. — 4000 экз. — ISBN 978-5-93381-259-3.
- Путь всякой плоти = The Way of All Flesh / Переводчики Л. Чернышева, А. Тарасова, Иван Чекалов. — М.: Ладомир; Наука, 2009. — 464 с. — (Литературные памятники). — 1000 экз. — ISBN 978-5-86218-421-1.
- Едгин, или По ту сторону гор = Erehwon/ Переводчик Александр Глазырин. - [Б.м.]: Libra, 2023. - 246 с.